# Tecumseh (Nebraska)
Tecumseh es una ciudad ubicada en el condado de Johnson en el estado estadounidense de Nebraska. En el censo de 2010 tenía una población de 1677 habitantes y una densidad poblacional de 430,51 personas por km².

## Geografía
Tecumseh se encuentra ubicada en las coordenadas 40°22′18″N 96°11′20″O / 40.37167, -96.18889. Según la Oficina del Censo de los Estados Unidos, Tecumseh tiene una superficie total de 3.9 km², de la cual 3.9 km² corresponden a tierra firme y (0%) 0 km² es agua.

## Demografía
Según el censo de 2010, había 1677 personas residiendo en Tecumseh. La densidad de población era de 430,51 hab./km². De los 1677 habitantes, Tecumseh estaba compuesto por el 82.47% blancos, el 0.42% eran afroamericanos, el 0.12% eran amerindios, el 3.22% eran asiáticos, el 0% eran isleños del Pacífico, el 12.94% eran de otras razas y el 0.83% pertenecían a dos o más razas. Del total de la población el 16.16% eran hispanos o latinos de cualquier raza.